# Last Splash
Last Splash (с англ. — «Последний всплеск») — второй студийный альбом американской инди-рок-группы The Breeders, релиз которого состоялся 30 августа 1993 года. Пластинка достигла 33-го места в чарте Billboard 200, а к июню 1994 года альбом был сертифицирован Американской ассоциацией звукозаписывающих компаний (RIAA) как «платиновый» за продажи, превышающие 1 миллион копий.
Название альбома взято из текста его ведущего сингла «Cannonball». Режиссёрами видеоклипа на песню «Cannonball» были Спайк Джонз и Ким Гордон, а режиссёрами видеоклипа на второй сингл альбома «Divine Hammer» были также Джонз, Гордон и Ричард Керн.
Семпл песни «S.O.S.», в котором звучит гитарная часть, был использован английской электронной музыкальной группой the Prodigy для их сингла «Firestarter». Семпл из «I Just Wanna Get Along» также был использован the Prodigy только уже для другого трека под названием «World’s on Fire» с альбома Invaders Must Die.
В 2003 году Pitchfork поставил альбом 64-е место в свой список «100 лучших альбомов 1990-х годов». В 2020 году Rolling Stone поставил альбом на 293-е место в своём обновленном списке «500 величайших альбомов всех времён».
13 мая 2013 года лейбл 4AD выпустил XLSX, делюкс-версию релиза, посвящённую 20-летию альбома.

## Содержание
Last Splash считается одним из «самых стойких шедевров» альтернативного рока, а также инди-рока, нойз-попа и «искромётного» поп-рока.
Он также считается «дико», «охотно» экспериментальным, использующим элементы арт-рока, «чистой», «извращённой» поп-музыки и гавайской музыки для сёрфинга. Последний жанр прослеживается в песне «No Aloha», а сёрф-рок в «Flipside». «I Just Wanna Get Along» звучит в стиле «острого» поп-панка, в то время как в кавер-версии «Drivin' on 9'» преобладает кантри-музыка.

## Наследие
Last Splash продолжает получать признание критиков. В 2013 году Линдси Золадз из Pitchfork назвала его одним из «самых стойких шедевров альт-рока», а Шон Л. Мэлони из Nashville Scene назвал его «одним из самых стойких альбомов современного рока». В ретроспективном обзоре альбома Том Брейхан из Stereogum назвал альбом «тёплой, домашней, глубоко и осознанно странной» пластинкой.

## Почести
| Журнал/сайт     | Страна                  | Тип         | Список                                         | Год  | Место |
| --------------- | ----------------------- | ----------- | ---------------------------------------------- | ---- | ----- |
| Pitchfork       | Соединённые Штаты       | Декада      | 100 любимых записей 90-х годов                 | 2003 | 64    |
| Slant Magazine  | Соединённые Штаты       | Декада      | 50 лучших рок-альбомов 90-х годов              | 2021 | 46    |
| Spin            | Соединённые Штаты       | Декада      | 90 величайших альбомов 90-х годов              | 2021 | 39    |
| Studio Brussel  | Бельгия                 | Всех времён | 500 величайших альбомов всех времён, номинация | 2015 | *     |
| Fnac            | Франция                 | Всех времён | 1000 лучших альбомов всех времён               | 2008 | *     |
| Gilles Verlant  | Франция                 | Всех времён | Более 300 лучших альбомов в истории рока       | 2013 | *     |
| NME             | Соединённое Королевство | Всех времён | 500 величайших альбомов всех времён            | 2013 | 200   |
| Rolling Stone   | Соединённые Штаты       | Всех времён | 500 величайших альбомов всех времён            | 2020 | 293   |
| Stylus Magazine | Соединённые Штаты       | Всех времён | 101-200 лучших альбомов всех времён            | 2004 | 162   |

## Список композиций
Слова и музыка всех песен — Ким Дил, кроме отмеченных.
| №   | Название                 | Автор(ы)                  | Длительность |
| --- | ------------------------ | ------------------------- | ------------ |
| 1.  | «New Year»               |                           | 1:56         |
| 2.  | «Cannonball»             |                           | 3:33         |
| 3.  | «Invisible Man»          |                           | 2:48         |
| 4.  | «No Aloha»               |                           | 2:07         |
| 5.  | «Roi»                    |                           | 4:11         |
| 6.  | «Do You Love Me Now?»    | Ким Дил Келли Дил [англ.] | 3:01         |
| 7.  | «Flipside»               |                           | 1:59         |
| 8.  | «I Just Wanna Get Along» | Ким Дил Келли Дил         | 1:44         |
| 9.  | «Mad Lucas»              |                           | 4:36         |
| 10. | «Divine Hammer»          |                           | 2:41         |
| 11. | «S.O.S.»                 |                           | 1:31         |
| 12. | «Hag»                    |                           | 2:55         |
| 13. | «Saints»                 |                           | 2:32         |
| 14. | «Drivin' on 9»           | Дом Леонэ Стив Хикофф     | 3:22         |
| 15. | «Roi (Reprise)»          |                           | 0:42         |

## Участники записи

### The Breeders
- Ким Дил — вокал, гитара, minimoog, клавишные
- Келли Дил[англ.] — гитара, гавайская гитара, мандолина, вокал («I Just Wanna Get Along»)
- Джим Макферсон — ударные, бас-гитара («Roi»)
- Джозефин Виггс — бас-гитара, контрабас, вокал, виолончель, ударные («Roi»)
- Таня Донелли — вокал и гитара на треках из Safari

### Оформление
- Джейсон Лав — фотография
- Пол МоМенамин — помощь в дизайне
- Вон Оливер — арт-директор, дизайн
- Кевин Вестенберг — портреты

### Дополнительные музыканты
- Кэрри Брэдли — скрипка, дополнительный вокал

### Технический персонал
- Ким Дил — продюсер
- Марк Фригард — производство, инжиниринг
- Шон Леонард — помощь в инжиниринге
- Дэниел Пресли — инжиниринг («Divine Hammer»)
- Энди Тауб — помощь в инжиниринге

## Чарты

### Альбом
| Чарт (1993)    | Максимальная позиция |
| -------------- | -------------------- |
| Австралия      | 22                   |
| Канада         | 44                   |
| Нидерланды     | 41                   |
| Германия       | 68                   |
| Швеция         | 43                   |
| Великобритания | 5                    |
| США            | 33                   |
| Чарт (1994)    | Максимальная позиция |
| Новая Зеландия | 11                   |

### Синглы
| Год                        | Сингл           | Максимальная позиция | Максимальная позиция | Максимальная позиция | Максимальная позиция | Максимальная позиция | Максимальная позиция | Максимальная позиция |
| Год                        | Сингл           | US Main              | US Main Rock         | US Mod Rock          | AUS                  | FR                   | NLD                  | UK                   |
| -------------------------- | --------------- | -------------------- | -------------------- | -------------------- | -------------------- | -------------------- | -------------------- | -------------------- |
| 1993                       | «Cannonball»    | 44                   | 32                   | 2                    | 58                   | 8                    | 35                   | 40                   |
| 1993                       | «Divine Hammer» | —                    | —                    | 28                   | —                    | —                    | —                    | 59                   |
| 1994                       | «Saints»        | —                    | —                    | 12                   | —                    | —                    | —                    | —                    |
| «-» сингл не попал в чарт. |                 |                      |                      |                      |                      |                      |                      |                      |

## Сертификации
| Регион | Сертификация | Продажи    |
| --- | ------------ | ---------- |
| Австралия (ARIA) | Золотой      | 35 000^    |
| Канада (Music Canada) | Золотой      | 50 000^    |
| Франция (SNEP) | Золотой      | 100 000*   |
| Великобритания (BPI) | Серебряный   | 60 000^    |
| США (RIAA) | Платиновый   | 1 000 000^ |
| * Данные о продажах приведены только на основе сертификации. ^ Данные о тиражах приведены только на основе сертификации. |              |            |